# Wallaceton
Wallaceton är en ort i Clearfield County i delstaten Pennsylvania, USA.